# Epimeria pulchra
Epimeria pulchra is een vlokreeftensoort uit de familie van de Epimeriidae. De wetenschappelijke naam van de soort is voor het eerst geldig gepubliceerd in 1990 door Coleman.